# Mohammed al-Qahtani (Fußballspieler)
Mohammed Hamad al-Qahtani (arabisch محمد حمد القحطاني, DMG Muḥammad Ḥamad al-Qaḥṭānī; * 23. Juli 2002) ist ein saudi-arabischer Fußballspieler.

## Karriere

### Klub
Schon in der Jugend war er bei al-Hilal und spielt dort aktuell in der U23.

### Nationalmannschaft
Seinen ersten Einsatz in der saudi-arabischen Nationalmannschaft erhielt er am 1. Dezember 2021 bei einer 0:1-Niederlage gegen Jordanien während der Gruppenphase des FIFA-Arabien-Pokal 2021. Hier wurde er zur 88. Minute für Turki al-Ammar eingewechselt.